# أحمد خميس (لاعب كرة قدم إماراتي)
أحمد خميس (مواليد 16 نوفمبر 1985) لاعب كرة قدم إماراتي دولي سابق يجيد اللعب في الجناح الأيمن والظهير الأيمن.

## مسيرة اللاعب
لعب في أندية الفجيرة والعين و الأهلي والشارقة و بني ياس والنصر و حتا و دبا الفجيرة و العروبة و الإمارات.

## روابط خارجية
- أحمد خميس على موقع قاعدة بيانات كرة القدم.إي يو (الإنجليزية)
- أحمد خميس على موقع Soccerway.com (الإنجليزية)
- أحمد خميس على موقع كووورة